# 张锐 (市政学家)
张锐（？—？），山東無棣人，南开大学市政讲师，曾与梁思成共同起草了《天津特别市物质建设方案》（“梁张方案”）并获奖。著有《比较市政府》、《市行政原理与技术初稿》。清末兩廣總督張鳴岐之子。

## 生平
张锐就读于美国密西根大学获市政学士，哥伦比亚大学毕业院研究生，施拉鸠斯大学行政院研究生，哈佛大学市政硕士，全美市政研究院毕业技师。张锐是历任纽约市政府总务、工务、公安、卫生、财务各局实习技师。曾得有密歇根大学名誉奖证，全美名誉政治学会会员，哈佛大学市政交通问题名誉研究员。前任东北大学市政专任教授，曾任天津特别市政府秘书，市政传习所训练主任，南开大学市政讲师。

## 家庭
父親為清朝末代兩廣總督张鸣岐。

## 扩展阅读
- 梁思成，张锐. . 天津: 北洋美术印刷所. 1930年9月.